# Línguas palawanas
As línguas Palawanas línguas são faladas na província de Palawan nas Filipinas, pelo povo Palawano.

## Classificação
Existem três línguas Palawanas: o Palawano de Quezon também conhecido como o Palawano Central; o Palawano de Brooks Point com seu dialeto Bugsuk Palawano ou Palawano Sul e o Palawano Sudoeste. As três línguas palawanas compartilham a ilha com várias outras línguas palawânicas que não fazem parte do agrupamento palawano, embora tenham uma boa quantidade de vocabulário comum.

## Fonologia
A fonologia aqui apresentada é conforme Revel-MacDonald.

### Consoantes
|             |             | Labial | Alveolar | Palatal | Velar | Glotal |
| ----------- | ----------- | ------ | -------- | ------- | ----- | ------ |
| Plosiva     | surda       | p      | t        |         | k     | ʔ      |
| Plosiva     | sonora      | b      | d        |         | ɡ     |        |
| Fricativa   | Fricativa   |        | s        |         |       | h      |
| Nasal       | Nasal       | m      | n        |         | ŋ     |        |
| Lateral     | Lateral     |        | l        |         |       |        |
| Rótica      | Rótica      |        | ɾ        |         |       |        |
| Aproximante | Aproximante | w      |          | j       |       |        |

### Vogais
|         | Anterior | Posterior |
| ------- | -------- | --------- |
| Fechada | i        | u         |
| Aberta  | a        | ɔ         |

| Fonema | Alofone            |
| ------ | ------------------ |
| /i/    | [i], [ɪ], [e], [ɛ] |
| /u/    | [u], [ʊ], [o]      |
| /ɔ/    | [ɔ], [ə], [ä]      |

## Escrita

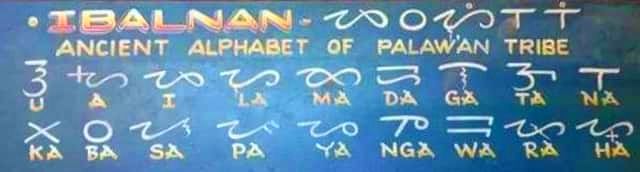
Alfabeto Ibalnan

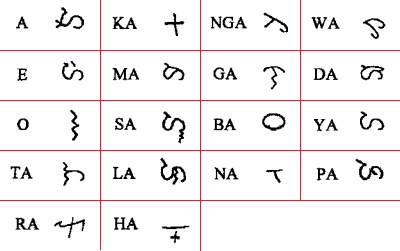
Outra amostra da escrita Ibalman

### Alfabeto Latino
A ortografia é controversa com vários tradutores usando métodos de ortografia diferentes, alguns usando ortografia baseada em língua tagalo, enquanto outros usam outros sistemas.
O Palawano de Brooke's Point usa 23 letras: a, b, [k], d, e, g, h, i, j, k, l, m, n, ng, o, p, r, s, t, u, w, y e as oclusivas glotais, origem estrangeira. The 'e' stands for schwa and "dy" makes a 'j' sound.

### Escrita Ibalmam
No século XX, a escrita Tagbanwa do povo Tagbanwa foi adotada pelo povo Palawan mais ao sul na ilha Palawan]]. Ees chamam sua esxcrita de 'Ibalnan' e a marcação de vogal de ulit.

## Gramática
As conjugações verbais são semelhantes às de outros dialetos filipinos com prefixos e sufixos que indicam tempo, foco no objeto ou autor, bem como a intenção (ou seja, ordens). Esses prefixos e sufixos podem ser usados para criar várias classes gramaticais a partir da mesma palavra raiz. Por exemplo,  biyag , significando vida, pode ser manipulado para significar "viver" ( megbiyag ), cheio de vida ( mebiyag ), para ressuscitar ( ipebiyag  ), vivendo, vivente ( biyagen ), ou vivo agora como uma forma verbal no presente ( pebibiyag ).
O Palawano cria um prefixo diminutivo copiando o primeiro CV da base junto com a consoante da base final: kusiŋ (gato): kuŋ-kusiŋ (gatinho), bajuʔ (roupas): bäʔ-bajuʔ (roupas de criança), libun (mulher): lin-libun (menina), kunit (amarelo): kut-kunit (flycatcher amarelo (pássaro)), siak (lágrimas): sik-siak (lágrimas de crocodilo / lágrimas falsas).

### Pronomes
O seguinte conjunto de pronomes são os encontrados na língua Palawano do sudoeste. Nota: o caso direto / nominativo é dividido entre formas completas e curtas.
|                            | Direto/Nominativo | Indireto/Genitivo | Oblíquo   |
| -------------------------- | ----------------- | ----------------- | --------- |
| 1ª pessoa singular         | ako (ko)          | ko                | daken/dag |
| 2ª pessoa singular         | ikew (ke)         | mo                | dimo      |
| 3ª pessoa singular         | ya (ye)           | ye                | kenye     |
| 1ª pessoa dual             | kite (te)         | te                | kite      |
| 1ª pessoa plural inclusiva | kiteyo (teyo)     | teyo              | kiteyo    |
| 1ª pessoa plural exclusiva | kami (kay)        | kay               | damen     |
| 2ª pessoa plural           | kemuyo (kaw)      | muyo              | dimuyo    |
| 3ª pessoa plural           | diye              | diye              | kedye     |

## Vocabulário
A seguinte lista compara as línguas palawano com outras línguas filipinas centrais.
| Português           | um              | dois     | três  | quatro | pessoa | casa   | cão   | coco  | dia   | novo   | nós (inclus.) | o que | fogo   |
| ------------------- | --------------- | -------- | ----- | ------ | ------ | ------ | ----- | ----- | ----- | ------ | ------------- | ----- | ------ |
| Central Palawano 1  | sengbat         | dowa     | telo  | epat   | taw    | benwa  | ido   | niyog | eldew | bago   | kiteyo        | ono   | apoy   |
| Central Palawano 2  | sambat          | duwa     | talu  | apat   | ta'u   | bənwa' | idəng | nyog  | əldaw | ba'agu | kiteyo        | ənu   | apoy   |
| Palawano Sudoeste 1 | isa'            | dua      | telo  | epat   | taaw   | benwa  | ideng | nyug  | eldew | bago   | kiteyo        | eno   | apoy   |
| Palawano Sudoeste 2 | sɔmbat          | dua      | tɔlu  | ɔpat   | ta'o   | bənua  | idɔng | nyug  | aldɔw | ba'go  | kiteyo        | ɔno   | apuy   |
| Tagalog             | isa             | dalawa   | tatlo | apat   | tao    | bahay  | aso   | niyog | araw  | bago   | tayo          | ano   | apoy   |
| Aklanon             | isaea, sambilog | daywa    | tatlo | ap-at  | tawo   | baeay  | ayam  | niyog | adlaw | bag-o  | kita          | ano   | kaeayo |
| Hiligaynon          | isa             | duha/dua | tatlo | apat   | tawo   | balay  | ido   | lubi  | adlaw | bag-o  | kita          | ano   | kalayo |

Existem muitas variações linguísticas entre os grupos Palawan com palavras mudando de um vale para o outro (ou seja,  tabon  para versos de montanha  bukid ). O Tagalo é freqüentemente usado para fornecer palavras que faltam no dialeto local para ações e objetos modernos que podem causar confusão, especialmente entre a geração mais jovem, entre Tagalo e Palawan. Quanto mais familiarizada uma família ou aldeia com a cultura das terras baixas do Tagalo, mais comum será a sobreposição das línguas.
Algumas palavras de Brooke em Point Palawan são:
- bibila`  ou  ibeyba  - amigo
- maman  - tio (também um termo de respeito para um homem mais velho)
- minan - tia  (também um termo de respeito para uma mulher mais velha)
- indu`  - mãe
- ama`  - pai
- isi`  - obter
- karut  - saco
- tengeldew  - meio-dia
- mangelen  - compra / compra
- surung  - vá
- bukid  ou  tabon  - montanha
- manga`an  - comer
- menunga  - Bom
- kusing, demang, esing  - cat
- pegingin  - amor (substantivo)

Frases:
- Embe surungan mu la` ? - é a sua forma amigável de perguntar "Para onde vai, amigo?", como forma de saudação.
- Dun bukid ti`, mengisi` ku et karut  - significa "Lá, para a montanha, vou buscar um saco."
- Endey mengagat  - geralmente se refere ao cachorro, como uma forma de dizer  não morda
- Embe tena'an mu?  - Para onde vais?
- Dut daya . - Subindo a colina
- Menungang Meriklem.  - Bom dia

## Amostra de texto
Tagnà ginona it Empò ì langit nà donyà. Nà pegkegona ye kediye it donyà, kara ngay kegonaan nà mekonàwas nga, nà medlem ngay at donom. Nà megpedlibilibo ì Nakem it Empò at menga danom. Nà moda leng it Empò, "Menyadi nè araynawag". Moda nominawag.
Português
No início, Deus criou o céu e a terra. A terra estava sem forma e vazia, e a escuridão cobriu as águas profundas. O espírito de Deus pairava sobre a água. Então Deus disse: "Haja luz!" Então havia luz. (The Language Museum)